# Shilling

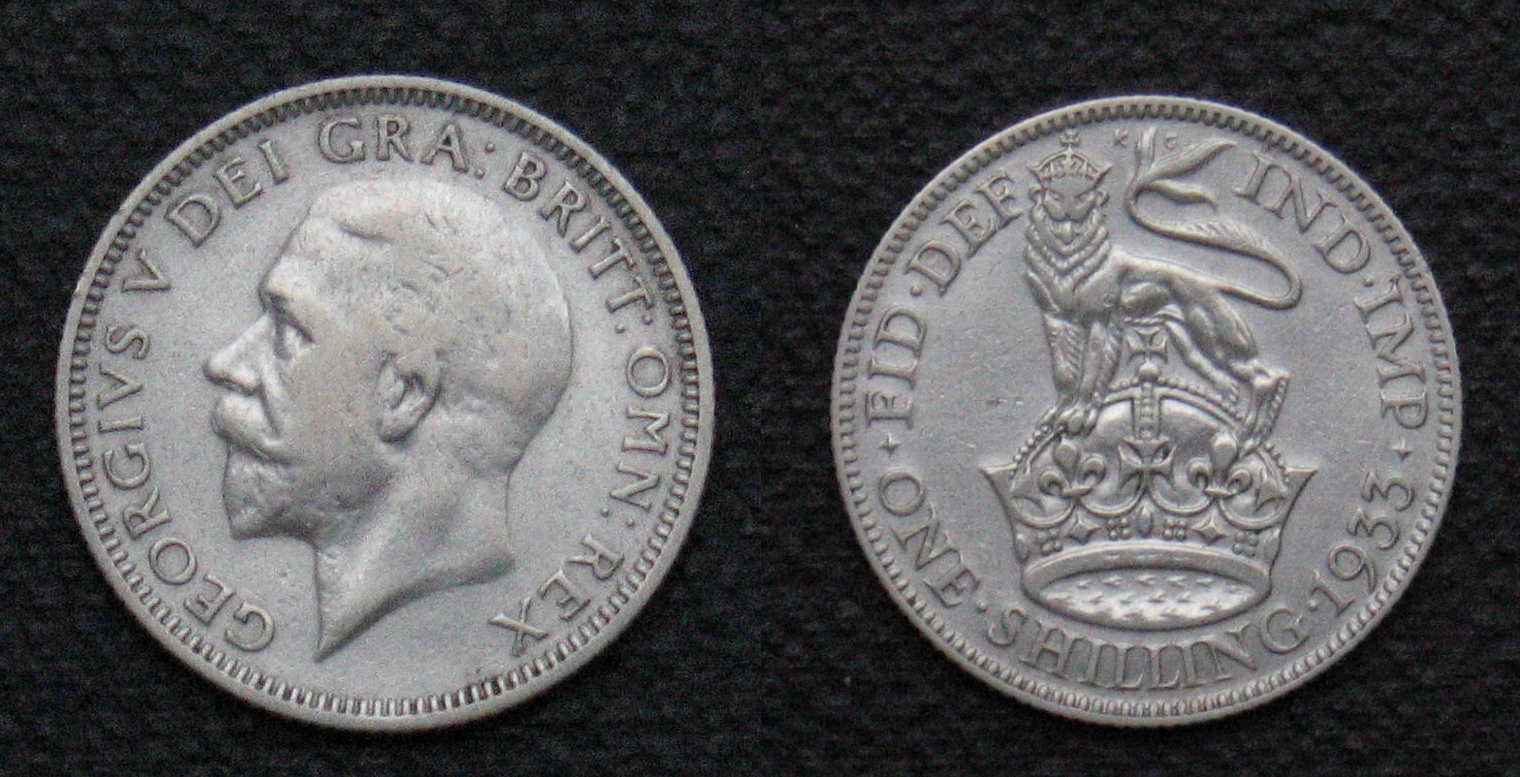
En skotsk shilling från 1933.

Shilling, schilling eller scilling är från början namnet på en gammal tysk myntenhet, introducerad på 800-talet. Därifrån har den spridit sig till en rad länder och introducerades i 1400-talets England under Henrik VII. I äldre svenska myntsystem kallades myntet skilling.
Shilling har använts som valuta i en rad såväl engelskspråkiga som tyskspråkiga länder.

## Aktuella valutor
Idag används shilling som myntenhet enbart i fyra afrikanska länder (och ett som saknar internationellt erkännande):
- Kenya - Kenyansk shilling
- Somalia - Somalisk shilling
- Tanzania - Tanzanisk shilling
- Uganda - Ugandisk shilling

## Historiska valutor
I Tyskland användes schillingen i en rad valutor, längst i Nordtyskland, där de sista schillingmynten präglades 1868.
I Storbritannien och Irland, innan decimalreformen 1971, delades ett pund i tjugo shilling.
Tidigare använde en rad samväldesländer shilling som valutaenhet, men dessa har under senare tid övergått till andra valutor.
Den österrikiska schillingen har numera ersatts av euron.
Det finns planer på att återuppliva den östafrikanska shillingen som gemensam valuta för medlemsländerna i Östafrikanska gemenskapen.